# Acerodon leucotis
Acerodon leucotis — вид рукокрилих, родини Криланових, знайдених в лісах островів Палаван, Балабак і Бусуанга на Філіппінах. 

## Середовище проживання
Цей вид зустрічається в первинних та вторинних щільних лісах в непомітних місцях, роблячи невеликі сідала у верхівках дерев. 

## Загрози та охорона
У південній частині Палавану, чисельність А. leucotis, здається, знизилася через полювання, і він більше не зустрічаються у великих колоніях, ймовірно, частково через надмірне полювання на продовольство. Цілком ймовірно, що велика частина вторинних лісів, що залишилися будуть перетворені в пальмові й каучукові плантації в майбутньому. А. leucotis був перерахований у Додатку II СІТЕС з 1990 року і був зареєстрований в ряді охоронних районів.